# John Dos Passos
John Roderigo Dos Passos (ur. 14 stycznia 1896 w Chicago, zm. 28 września 1970 w Baltimore) – amerykański powieściopisarz i dziennikarz.

## Życiorys
Ojciec Dos Passosa był zamożnym prawnikiem pochodzenia portugalskiego. John Dos Passos uczył się w dobrych szkołach, ukończył studia na Uniwersytecie Harvarda (1916) i odbywał podróże do Europy i Meksyku. W czasie I wojny światowej pracował jako kierowca ambulansu we Francji i Włoszech (1917–1918).
Był pisarzem należącym do straconego pokolenia. Powieść antywojenna Trzej żołnierze (ang. Three Soldiers, 1921) i powieść o Nowym Jorku Manhattan Transfer (1925) przyniosły mu uznanie i sukces finansowy.
Sprzeciwiał się procesowi Sacca i Vanzettiego i został za to na krótko uwięziony. Początkowo skłaniał się ku socjalizmowi, ale po spędzeniu kilku miesięcy w Związku Radzieckim (1928) zmienił poglądy na bardziej prawicowe. Rozczarowanie socjalizmem pogłębił jego pobyt w Hiszpanii w czasie wojny domowej.

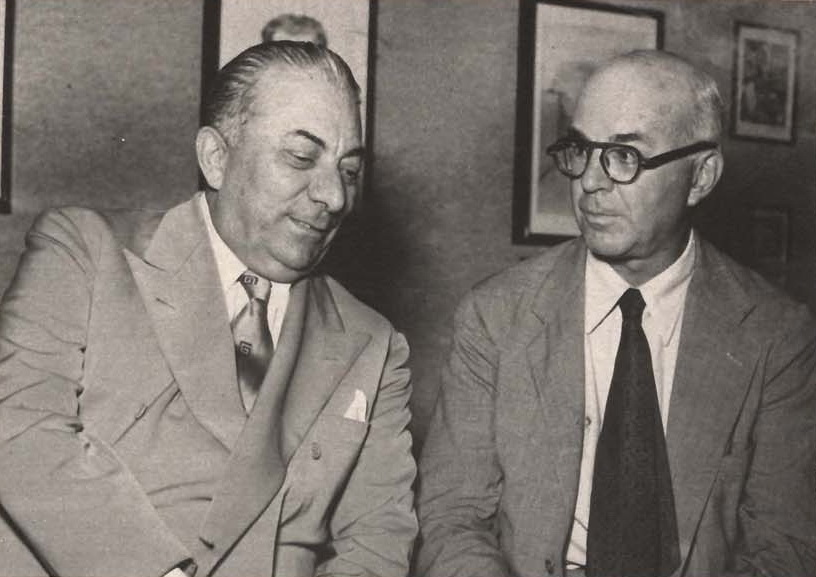
Arnoldo Mondadori (ur. 1889, zm. 1971) i Dos Passos (ok. 1970)

Dos Passos napisał 42 powieści. Główne jego dzieło to trylogia USA (42 równoleżnik, 1919 i Ciężkie pieniądze, 1930–1936).
Stosował technikę strumienia świadomości i wielogłosowego kolażu (wycinków prasowych, autobiografii i biografii).
W latach 1942–1945 jako dziennikarz zajmował się trwającą wówczas II wojną światową.
Dos Passos uprawiał też malarstwo, a natchnienie czerpał głównie z podróży.
Po wojnie miał wypadek samochodowy, w którym zginęła będąca z nim w związku od 18 lat żona, a on sam stracił w jego wyniku wzrok w jednym oku.